# Banana Jošimoto
Banana Jošimoto, vlastním jménem Mahoko Jošimotová, (* 24. července 1964 Tokio) je japonská spisovatelka, která píše romány. Její otec Takaaki Jošimoto (pseudonym Rjúmei) byl známým kritikem a její sestra je známá autorka komiksů.

## Život
Vystudovala literaturu na Art College, Nihon University v Tokiu. Její vlastní jméno je Mahoko Jošimotová, pseudonym „Banana“ vznikl z její obliby banánových květů a také proto, že jí toto jméno přišlo zajímavé a roztomilé. Svůj osobní život si pečlivě chrání, ví se pouze to, že má manžela a syna. Psát začala, když pracovala jako servírka v restauraci v roce 1987. Hlavními autory, kteří ji ovlivnili, byli dle ní Truman Capote a Isaac B. Singer.

## Tvorba
Jejím debutem se stala novela Kitčin (1988). V Japonsku velmi úspěšná kniha, byla dvakrát filmově zpracován. Díky ní vyhrála i cenu Kaien Newscomer‘s Literary Prize, za jednu novelu v knize (Moonlight Shadow) vyhrála i Cenu Kjóky Izumiho za literaturu. Zároveň byla oceněna jako Best Newcomer Artists doporučena japonským ministerstvem školství. Kniha byla nakonec přeložena do čínštiny i korejštiny. V anglickém jazyce vyšla kniha jako Kitchen, ale obsahuje i novelu Moonlight Shadow. Byla vydána v roce 1993 a díky ní se proslavila jak v Americe, tak v Anglii. Její novely byly i filmově zpracovány, poprvé režisérem Džunem Išikawou (Cugumi, 1990) a Jošimicuem Moritou (Kitčin, 1990)
Poté, co se její ostatní novely rozšířily po celém světě, autorka pokračovala v psaní a vydala několik dalších novel NP (1990), Amurita (1994) a Hádoboirudo (1999).
V její tvorbě se často spojuje starý i nový styl psaní. Zatímco hlavní postavy jsou často ovlivněny americkou kulturou, ale v jádru jsou stále tradičními Japonci. To se týká jejich vnímání věcí, které bývá často poetické. Její příběhy poté za sebou zanechávají pocit krásy, ale i velké ztráty.
Mimo novely vydala také několik povídek Širakawa jofune (1989) a Tokage (1993). Také píše eseje, které později vydává ve svazcích Painacupurin (1989), Jume ni cuite (1994) a Painappuru heddo (1995).